# AC Frua
AC Frua, AC 428 – samochód produkowany przez AC w latach 1965–1973 jako następca AC 427 Cobra. Nadwozie zaprojektowało biuro Frua, napęd stanowił silnik V8 produkcji amerykańskiej, a podwozie opracowane zostało w AC. Ze względu na wysoką cenę model sprzedał się w liczbie 81 egzemplarzy.